# 클라겐푸르트 공항

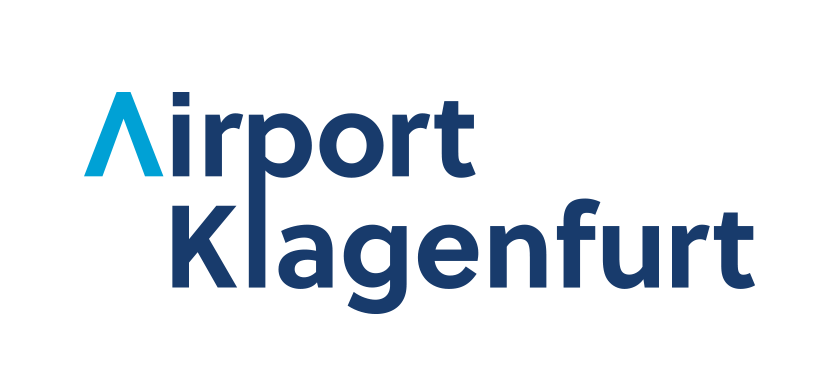

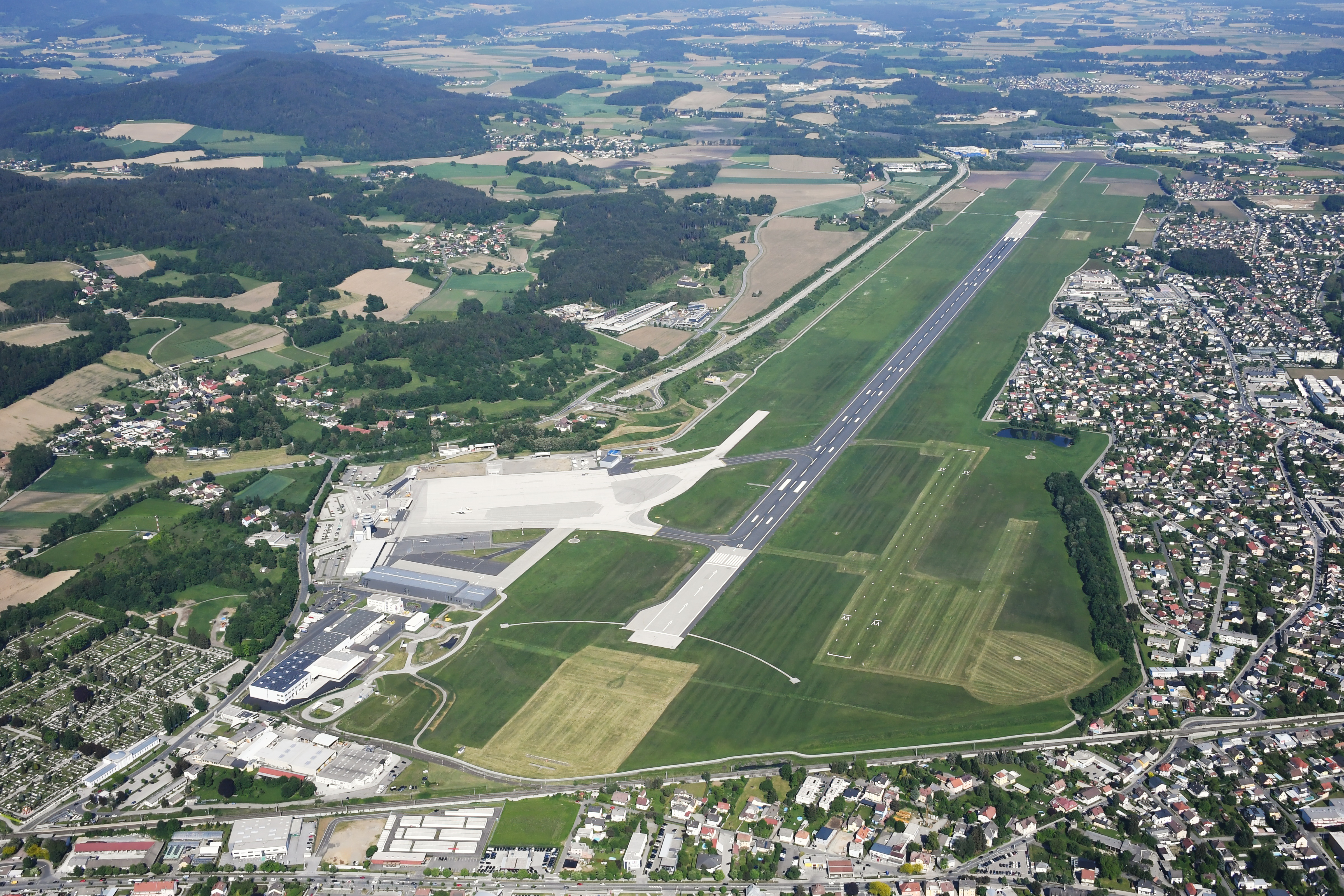

클라겐푸르트 공항(Klagenfurt Airport, IATA: KLU, ICAO: LOWK)은 오스트리아에서 6번째로 큰 클라겐푸르트 주변의 주요 국제공항이다. 도시 중심부로부터 북-북동쪽으로 2.8킬로미터 지점에 위치해 있다.